# Norman Lockyer
Sir Joseph Norman Lockyer FRS (Rugby, Warwickshire. 17 de maig del 1836 - 16 d'agost del 1920) fou un científic i astrònom anglès, que juntament amb Pierre Janssen descobrí el gas heli. També és recordat per ésser el fundador i principal editor de Nature. Després d'una escolaritat convencional matisada per viatges a Suïssa i França, treballà diversos anys com a empleat de l'oficina de guerra britànica. S'instal·là a Wimbledon després de casar-se amb Winifred James. Entusiasta astrònom amateur amb interès particular en el Sol, Lockyer passà a ser director de l'observatori de física solar a Kensington (barri de Londres).

## Carrera
A la dècada del 1860 Lockyer s'interessà per l'espectroscòpia electromagnètica com a eina analítica per a determinar la composició dels cossos astrals. Durant l'eclipsi solar d'octubre del 1968 Lockyer observà una línia groga en l'espectre pres prop de la vora del Sol des de Vijaydurg.
Amb longitud d'ona d'uns 588nm, lleugerament menys que les anomenades línies D del sodi, la prominent línia no podia explicar-se amb cap element conegut en l'època, per això Lockyer en suggerí que era causada per un element solar desconegut. Anomenà l'element heli pel nom grec helios, que significa Sol.
Una observació de la línia groga fou realitzada per Pierre Janssen durant el mateix eclipsi, així que és habitualment reconegut juntament amb Lockyer com a descobridors de l'heli.
L'heli terrestre fou trobat aproximadament deu anys després per William Ramsay. En el seu treball d'identificació Lockyer col·laborà amb el notable químic Edward Frankland.
Per facilitar la transmissió d'idees entre disciplines científiques, Lockyer fundà la publicació de ciència general Nature el 1869, on va romandre-hi com a editor fins poc abans de la seva mort.
Després de la seva retirada el 1911 Lockyer organitzà un observatori prop de casa seva a Salcombe Regis, prop de Sidmouth, Devon. Originalment conegut com a Observatori Hill, el lloc fou rebatejat com a Observatori i Planetari Lockyer després de la seva mort. Per un temps l'observatori fou part de la Universitat d'Exeter, però en l'actualitat depèn del Consell del Districte d'East Devon, i és operat per la Norman Lockyer Observatory Society. La càtedra Norman Lockyer en astrofísica a Exeter està dirigida pel professor Tim Naylor, que dirigeix allà un equip sobre formació d'estels.
Lockyer morí a casa seva a Salcombe Regis el 1920 i fou enterrat al camp de l'església de Sant Pere i Santa Maria.

## Premis i honors
- Fellow of the Royal Society (1869)
- Janssen Medal, Paris Academy of Science (1875)
- Knight Commander of the Order of the Bath (1897)
- President, British Association (1903-1904)
- El cràter Lockyer a la Lluna i el cràter Lockyer a Mart han estat anomenats així en el seu honor.